# Kakémono

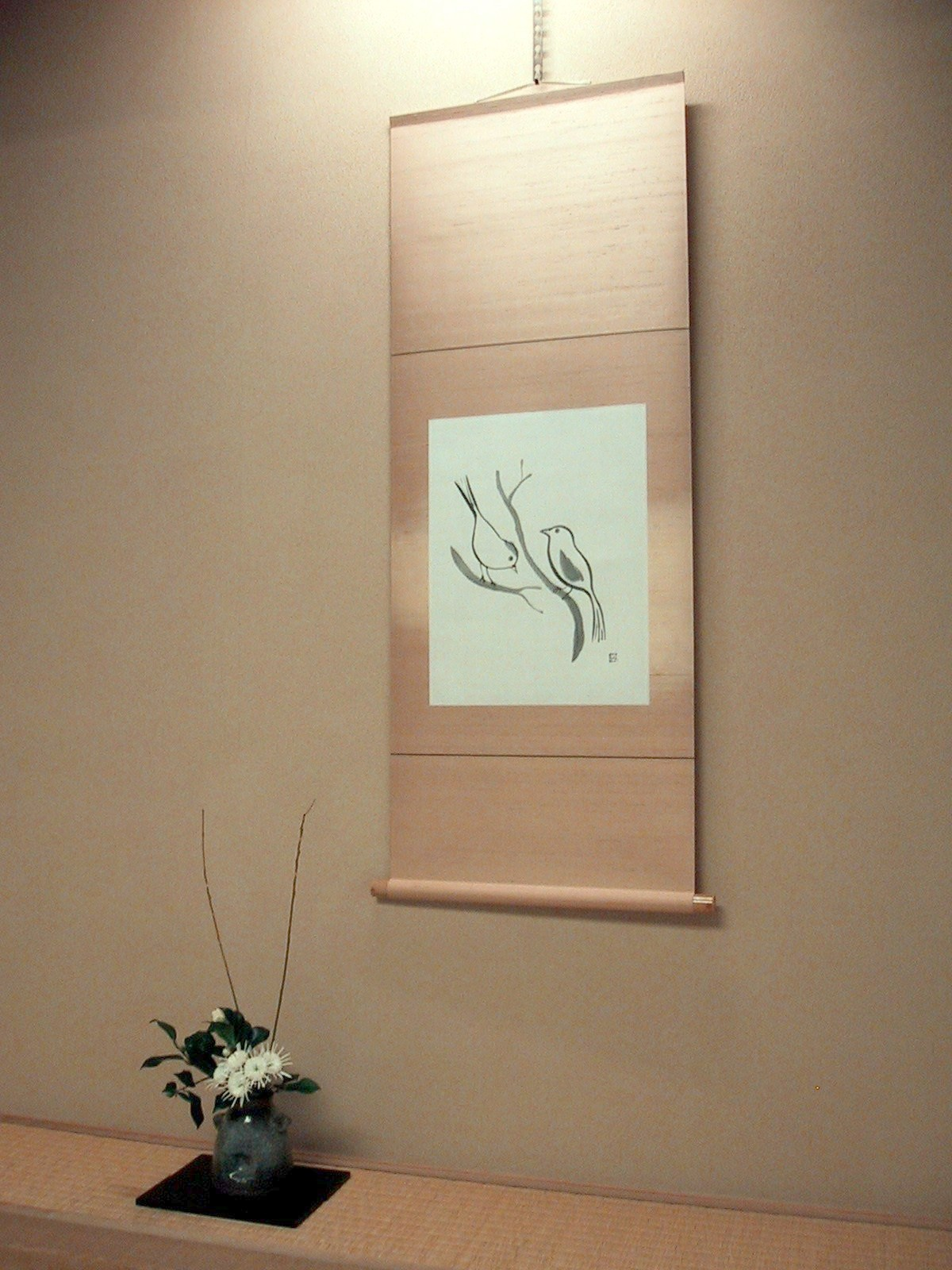
Kakemono et ikebana.

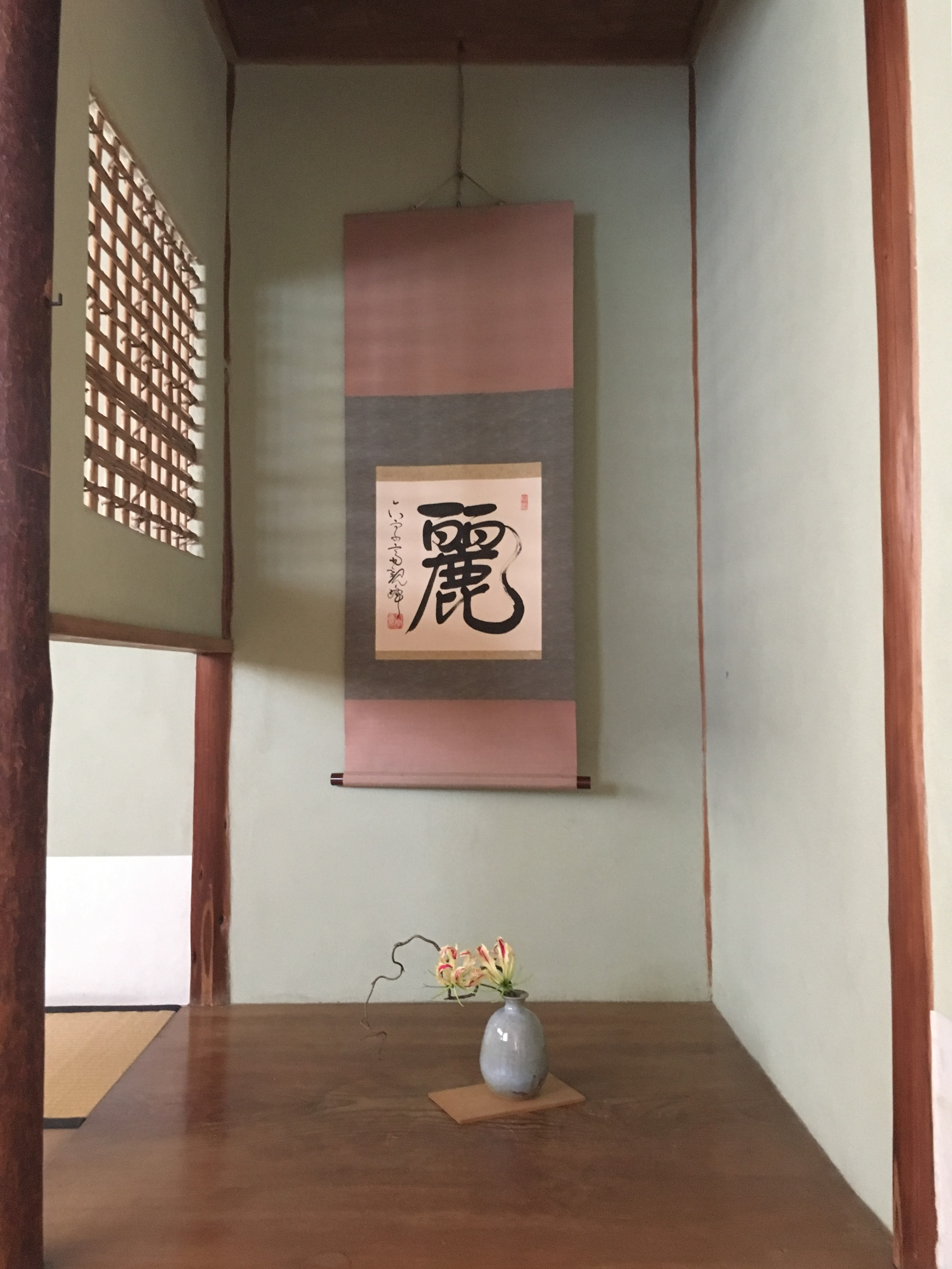
Kakemono et chabana dans un salon de thé japonais.

Le kakémono (掛物, kakemono, littéralement « objet accroché ») ou kakejiku (掛軸) (venant du chinois, 掛軸, guàzhóu, « rouleau suspendu »), désigne au Japon une peinture ou une calligraphie sur soie ou sur papier encadrée en rouleau et destinée à être accrochée au mur ou sur les mâts d'éclairage public[réf. souhaitée].

## Appellations et orthographe
Le kakemono (掛物), de kake(ru) (掛け（る）, « accrocher ») et mono (物, « objet », « chose »), est également appelé :
- kakejiku (掛軸?) ;
- kakefuku (掛幅?) ;
- jikumono (軸物?) ;
- jiku (軸?) ;
- fuku (幅?) ;
- kake-e (掛絵?, ancien nom) ;
- kakeji (掛字?, ancien nom).

Au sens strict, c'est le mot kakejiku qui convient le mieux pour désigner ces peintures ou ces calligraphies car il fait référence à la baguette (jiku) horizontale placée à l'extrémité basse du rouleau et qui permet à l'œuvre de tenir droite lorsqu'elle est accrochée (kakeru). Un autre mot japonais, makimono, désigne quant à lui le rouleau horizontal qui n'est pas destiné à être suspendu et qui peut donc être d'une longueur variable, parfois considérable.
Durant l'époque d'Edo, on appelait également kakemono-e les kakemono créés par les artistes de l’ukiyo-e. De plus, une paire de kakemono est appelée sōfuku, et un triptyque sampukutsui.

### En langue française
kakemono est cité dans le Rapport de 1990 sur les rectifications orthographiques qui préconise (voir Liste G) d'écrire « kakémono » avec un accent aigu. Le terme « kakémono » est utilisé en 1895 par Edmond de Goncourt dans son livre sur Hokusai.
La francisation « kakémono » est présente dans plusieurs dictionnaires de français dont le Trésor de la langue française et la neuvième édition du Dictionnaire de l’Académie française.

## Histoire
Cette forme de montage en rouleaux remonte à la dynastie Tang (618–907) en Chine. Elle serait en rapport avec la copie et la conservation des textes bouddhistes (sutras) sous la forme de makimono. Le kakejiku viendrait alors de l'idée de suspendre au mur ce qui, au départ, était destiné à la lecture et à la récitation sous une forme horizontale. Elle serait parvenue au Japon  durant l’époque de Heian (795-1192), où les ambassades sont nombreuses et où se développe le bouddhisme ésotérique Shingon, quand les moines rapportaient de Chine et de Corée des rouleaux de sūtra ; voyage qu'ils effectuaient au péril de leur vie, comme le raconte le roman de Yasushi Inoue La Tuile de Tenpyō.
Le bouddhisme Shingon se développe sous l'impulsion du moine Kukai, après son voyage en Chine en l'an 802, et se différencie du bouddhisme en place à l'époque au Japon, connu comme le bouddhisme des écoles de Nara, ancienne capitale impériale, provenant du bouddhisme mahayana chinois (Chan, 禅, prononcé zen en japonais), tel que l'école de la Terre pure. Le bouddhisme Shingon est un bouddhisme ésotérique, comme le bouddhisme tibétain. À ce titre, il accorde beaucoup d'importance aux représentations picturales, en plus des sutras. Historiquement, ces rouleaux pouvaient être installés à l'extérieur, sur une terrasse ou dans un paysage propice, comme on le voit dans des représentations chinoises anciennes. Aujourd'hui ce n'est guère le cas, et l'on trouve ce genre d'encadrement principalement à l'intérieur des temples, dans des musées d'art classique ou dans certaines galeries d'art contemporain.
Au XIXe siècle, des peintres japonais, Takeuchi Seihō (le dernier maître de Uemura Shōen, célèbre femme peintre) et Kawanabe Kyōsai, entre autres, ont utilisé cette manière traditionnelle d'encadrer leurs œuvres.

## Description
Il se présente sous la forme d'un rouleau, supporté par une fine baguette de bois semi-cylindrique à son extrémité supérieure et lesté par une baguette de bois cylindrique de diamètre supérieur à son extrémité inférieure, que l'on déroule pour l'accrocher au mur. Dans la cérémonie du thé, ou dans les maisons japonaises de style traditionnel, le kakejiku est accroché dans le tokonoma, sorte d'alcôve à la luminosité diffuse décrite dans le célèbre essai de Jun'ichirō Tanizaki, Éloge de l'ombre. Le support du kakejiku est appelé hyōsō (表装).
Un kakemono présente une peinture sur soie ou sur papier, il peut également être un support de calligraphies.
Ses extrémités sont masquées par une pièce en ivoire, corne, santal rouge, laque, céramique ou cristal, dont les couleurs et motifs doivent s'harmoniser avec l'œuvre. La conception d'un kakejiku artisanal est très exigeante et n'est confiée qu'à des spécialistes.
Roulé et rangé dans une boîte, de préférence en bois de paulownia, le kakejiku doit être accompagné d'un petit sachet antimites, surtout si, comme c'est le cas le plus souvent, le tissu utilisé pour l'encadrement est de la soie.
Il existe des formats traditionnels de petite taille et rigides que l'on peut accrocher au mur. Le shiki-shi est un format plutôt carré, et le tanzaku est une œuvre à la verticale. On peut les désigner par le mot de kakemono, mais non par celui de kakejiku qui est obligatoirement un rouleau[réf. nécessaire].

## Cérémonie du thé
Pour la cérémonie du thé, le choix du kakemono qui orne la pièce (chashitsu) a son importance et celui-ci est choisi en harmonie avec les saisons. On trouve également des ensembles de quatre panneaux évoquant les quatre saisons. À la différence de la Chine, le thème des saisons est central dans la poésie japonaise classique, renforcé par la spiritualité bouddhiste qui insiste sur l'attention au présent et l'impermanence.
Le choix d'un kakejiku, peinture ou calligraphie ou bien peinture accompagnée d'une calligraphie, peut aussi être en rapport avec les invités lors de cette cérémonie, et énoncer une maxime morale bouddhiste à méditer (la cérémonie du thé prend son origine dans l'école bouddhiste du zen).

## Publicité

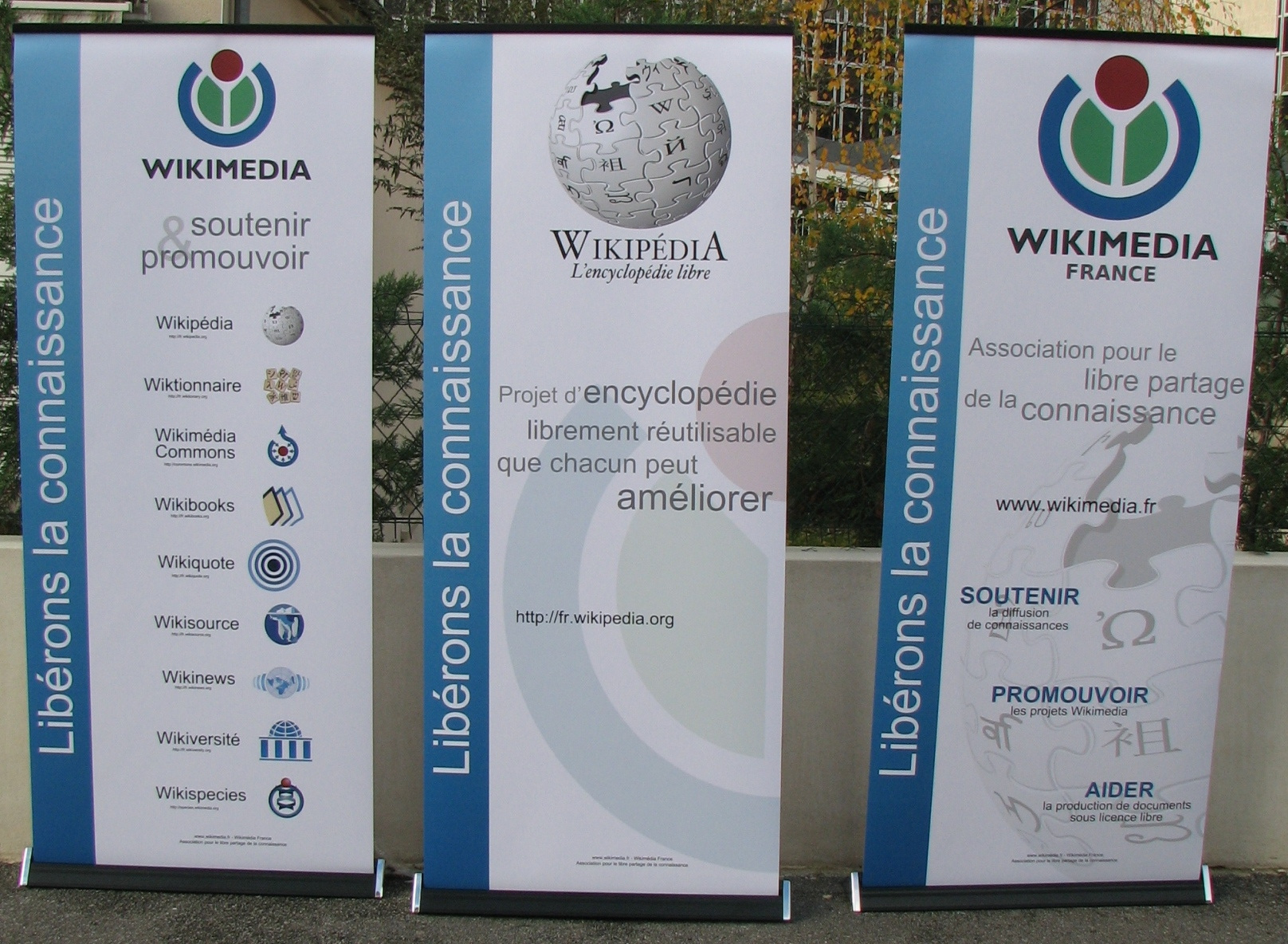
Kakemonos de Wikimédia France.

Par extension, dans le vocabulaire contemporain du monde de la publicité, en particulier de la publicité sur le lieu de vente (PLV), un kakemono est une affiche ou un panneau imprimé sur un support souple et plastifié et pouvant être déroulé ; il est destiné à réaliser des expositions à l'infrastructure légère. Il comprend souvent une structure autoporteuse permettant au panneau de tenir debout.
Dans le lexique de la PLV, on le retrouve également sous le nom d’enrouleur, de banner (bannière), roll-up (enrouleur) ou encore de totem.